# Бодуэн, Жан-Жак-Стефан
Жан-Жак-Стефан Бодуэн (фр. Jean-Jacques Etienne Baudouin; ?—1796) — экстраординарный профессор французского языка Московского университета.
В конце 1760-х годов приехал из Франции в Россию. Первоначально служил домашним учителем в семье Д. И. Фонвизина.
Экстраординарный профессор французского языка Московского университета (1773—1796). Читал этимологию, синтаксис, стилистику; переводил со студентами на французский язык Вергилия, Горация и других античных авторов. Преподавал в Московском университете (1773—1796).
Было напечатано несколько его торжественных речей и стихотворений.
Умер 23 октября (3 ноября) 1796 года.